# Monza (Bucci)
Monza è un dipinto di Anselmo Bucci. Eseguito nel 1951, appartiene alle collezioni d'arte della Fondazione Cariplo.

## Descrizione
In questa veduta Bucci raffigura Monza, la sua città adottiva, con notevole aderenza al vero, ponendo in primo piano la parte sommitale del monumento ai Caduti di Luigi Panzeri, con dietro la piazza Trento e Trieste, il Duomo e la chiesa di Santa Maria in Strada sulla destra. Il dipinto costituisce anche un'interessante testimonianza dell'antico assetto urbano della piazza, all'epoca non ancora alterato dall'edificio risalente agli anni sessanta e attualmente occupato dalla Upim; al contempo è anche permeato da un'atmosfera surreale, data dalla carta ingiallita e dalla biacca usata a creare l'illusione di potenti squarci di luce.